# EUDemokraten
Die EUDemokraten, ab 1. Januar 2014 Europeans United for Democracy (deutsch Europäer vereint für Demokratie, EUD), Beiname Alliance for a Europa of Democracies (deutsch Allianz für ein Europa der Demokratien) waren eine europäische politische Partei. Zu ihren Mitgliedern gehörten sowohl nationale Parteien als auch andere Organisationen und Einzelpersonen, die ihrerseits auch Parteien angehörten, die selbst nicht Teil der EUD waren. Die EUD umfasste sowohl Mitglieder der politischen Linken als auch der politischen Rechten.
Ziel der 2005 gegründeten Partei war eine grundlegende Reform der Europäischen Union, durch die den Mitgliedstaaten Souveränitätsrechte zurückübertragen werden und Entscheidungen möglichst lokal getroffen werden sollen. Die EUD galten daher als europaskeptisch, sie bezeichnete sich selbst jedoch als „eurorealistisch“.

## Geschichte
Die Partei wurde am 7. November 2005 gemäß dänischen Rechts und am 8. November 2005 als politische Partei auf europäischer Ebene in Brüssel gegründet. Ihr erster Mitgliederkongress fand am 24. Februar 2006 statt. Der ehemalige dänische Europaabgeordnete Jens-Peter Bonde wirkte maßgeblich bei der Gründung der EUD mit und prägte die ersten Jahre ihrer Entwicklung. Im Januar 2009 folgte ihm der Schwede Sören Wibe als Präsident der EUD nach. Nach dessen Tod im Dezember 2010 wurde die Irin Patricia McKenna als neue Vorsitzende gewählt.
Bis 2009 war die EUD mit sechs Abgeordneten im Europäischen Parlament vertreten. Vier Abgeordnete gehörten gemeinsam mit der inzwischen aufgelösten Allianz der Unabhängigen Demokraten in Europa sowie der britischen UKIP der Fraktion Unabhängigkeit und Demokratie an, die beiden weiteren waren fraktionslos. Ferner waren im März 2009 sieben Mitglieder nationaler oder regionaler Parlamente in sechs europäischen Staaten Mitglieder der EUD. Bei der Europawahl 2009 verlor die EUD jedoch alle Sitze im Europaparlament. Von den führenden Mitgliedsparteien stürzte die Junilistan in Schweden von 14,4 % auf 3,6 % ab; die Junibevægelsen, die in Dänemark von 9,1 % auf 2,4 % fiel, löste sich wenige Monate nach der Wahl auf.
Trotzdem blieb die Partei aktiv. Durch den Beitritt der Volksbewegung gegen die EU (Folkebevægelsen mod EU) ist die EUD auch wieder mit Søren Søndergaard bzw. seit Februar 2014 durch dessen Nachfolgerin Rina Ronja Kari im Europaparlament vertreten. Daneben sind einige Mitglieder in nationalen und regionalen Parlamenten vertreten. Nach der Wahl 2014 schloss sich die litauische Europaabgeordnete Iveta Grigule der EUD an, Anfang 2015 der deutsche ÖDP-Abgeordnete Klaus Buchner.
Die 2017 notwendige Registrierung der Partei bei der neu eingerichteten Behörde für europäische politische Parteien und Stiftungen verzichtete die EUD. Im Laufe des Jahres stellte sie die Arbeit ein.

### Präsidenten
- 2005–2009: Jens-Peter Bonde ( Dänemark)
- 2009–2010: Sören Wibe ( Schweden)
- 2010–2017: Patricia McKenna ( Irland)

## Politisches Programm
Das politische Programm der EUD setzt sich nicht mit weltanschaulichen Fragen zwischen der politischen Rechten und Linken auseinander, da diese ihrer Ansicht nach durch die nationalen und regionalen Parlamente debattiert und entschieden werden sollen, die unter der demokratischen Kontrolle ihrer Bürger stehen. Stattdessen konzentriert sich das Programm der EUD auf die Institutionen der Europäischen Union, für die sie mehr Transparenz, Subsidiarität, Bürgernähe und Demokratie einfordern. Zu diesem Zweck soll das EU-System grundlegend reformiert und eine neuartige Form der Zusammenarbeit ihrer Mitgliedstaaten eingeführt werden, die auf einem flexiblen und intergouvernementalen Ansatz beruhen soll. Diese Reformen des europäischen Projektes sollten in einem neuen, einfachen Grundlagenabkommen festgehalten werden, das die Kompetenzen und Strukturen der Zusammenarbeit der Europäischen Union ihrer Mitglieder klar regelt.
Laut ihrem politischen Programm glauben die EUDemokraten, dass Entscheidungen stets auf der dafür geeigneten untersten politischen Ebene getroffen werden sollen (Subsidiaritätsprinzip), was den Bürgern der Mitgliedsstaaten, der Regionen und nationalen Minderheiten eine effektivere Mitentscheidungsmöglichkeit gebe. Die Partei möchte diejenigen Kräfte vereinen, die der EU aufgrund ihrer undemokratischen Entwicklung und ihres zentralistischen Politikstils kritisch gegenüberstehen.
Die EUD lehnt die Zentralisierung von Machtbefugnissen durch EU-Institutionen ab und kritisiert insbesondere deren Möglichkeit, sich selbst Kompetenzen zuzuschreiben, wie dies nach Ansicht der EUD etwa durch die integrationsfreundliche Rechtsprechung des Europäischen Gerichtshofs erfolge. Obwohl die EUDemokraten das Europäische Parlament als politische Arena nutzen und bei Europawahlen Kandidaten unterstützen, sehen sie demokratische Kontrolle am besten durch die nationalen und regionalen Parlamente gegeben und fordern daher für diese ein Vetorecht gegen alle Gesetzgebungsbeschlüsse der EU. Dies würde das bisherige Prinzip einer supranationalen Integration beenden.
Außerdem fordern die EUD unter anderem eine Verbesserung der Transparenz der EU, indem den Bürgern Einsicht in alle Dokumente und Zugang zu allen Veranstaltungen gewährt werden soll, sowie einen Ausbau demokratischer Rechenschaftspflichten für die EU-Institutionen und eine Verteidigung der Vielfalt in der EU mithilfe einer freieren Umsetzung von EU-Beschlüssen durch die Mitgliedstaaten und mithilfe einer flexibleren zwischenstaatlichen Kooperation anstelle einer Harmonisierung aller Mitglieder.
Der Vertrag von Lissabon von Lissabon wurde von den EUD abgelehnt. Sie setzten sich für nationale Referenden darüber ein und unterstützten die irische Kampagnen gegen den Vertrag in den Jahren 2008 und 2009.

## Organisation
Die wichtigsten Parteiorgane der EUDemokraten sind der Kongress, der Vorstand und das Sekretariat.
Der Kongress besteht aus den Vertretern der Mitgliedsorganisationen und -bewegungen, den Individualmitgliedern und alle Angehörigen des Vorstandes. Er tritt mindestens einmal im Jahr zusammen. Wenn nicht anders beschlossen, verfügt jede Mitgliedsorganisation und jeder Abgeordnete oder Europaabgeordnete, der Mitglied der EUD ist, über eine Stimme. Der Kongress bestimmt und ruft die Vorstandsmitglieder ab, ändert die Satzung, bestimmt und beschließt die politische Richtung des Verbandes. Entscheidungen werden im Kongress mit einfacher Mehrheit der abgegebenen Stimmen getroffen.
Der Vorstand wird vom jährlichen Kongress gewählt und besteht aus einem Präsidenten und zwei Kopräsidenten. Außerdem können Mitglieder jedes Staates einen Vizepräsidenten wählen oder ernennen. Die Kampagnenbudgets und die Umsetzung politischer Entscheidungen werden durch den Vorstand beschlossen.
Das Sekretariat, das vom Generalsekretär geleitet wird, unterstützt die Organe des Verbandes bei ihrer politischen Arbeit. Der Generalsekretär kann an allen Treffen des Vorstandes teilnehmen, besitzt aber kein Stimmrecht.

## Mitglieder
Die folgende Übersicht der Mitglieder 2017 nennt jeweils die Mitgliedsorganisationen und die Einzelmitglieder der EUD. Bei Mitgliedsparteien, die nationale oder Europaabgeordnete stellen, sind diese nach dem Parteinamen vermerkt; bei Einzelmitgliedern ist, soweit bekannt, auch deren nationale Parteizugehörigkeit angegeben (Stand: Oktober 2016).
 Belgien
- Fraktion von Vivant im Parlament der Deutschsprachigen Gemeinschaft (Parlamentarier Michael Balter)

 Dänemark:
- Folkebevægelsen mod EU (ein Mitglied des Europaparlaments: Rina Ronja Kari)

 Finnland  Åland
- Obunden Samling (Danne Sundman, Mitglied des Lagting)

 Frankreich
- Mouvement républicain et citoyen
- Jean-Louis Masson (unabhängiger Senator)

 Irland:
- National Platform/People’s Movement (Nationale Plattform/Volksbewegung)
- Thomas Pringle (unabhängiges Mitglied des Dáil Éireann)

 Kroatien
- Kroatische Akademische Vereinigung
- Čovjek nadasve (Don Ivan Grubišić, unabhängiger Abgeordneter im Sabor)

 Lettland:
- Iveta Grigule (MdEP, Latvijas Zemnieku savienība, Bauernverband Lettlands)

 Malta
- Alleanza Bidla

 Portugal:
- Partido da Nova Democracia * (Partei der Neuen Demokratie, ein Mitglied im Regionalparlament von Madeira: Gil Da Silva Canha)

 Slowakei:
- Priama Demokracia - Hnutie Domova (Direkte Demokratie)
- Rudolf Kusy (unabhängiges Mitglied des Regionalparlamentes von Bratislava)

 Slowenien:
- Junijska lista (Juni-Liste, Gorazd Drevensek)

 Schweden:
- Junilistan * (Juniliste)
- Ingvar Niilimaa, Joe Eriksson-Gladh (Sjukvårdspartiets)[6]

 Vereinigtes Königreich:
- Jenny Jones, Baroness Jones of Moulsecoomb (House of Lords, Grüne)[6]

### Frühere Mitglieder
- Dänemark: Junibevægelsen (2009 aufgelöst), deren Parteivorsitzende Hanne Dahl (ehemals MdEP, ab 2009 parteilos)
- Deutschland: Juan Manuel Ghersinich (zeitweise Generalsekretär[7], wechselte später zur MELD); Thomas Rupp; Klaus Buchner (MdEP, Ökologisch-Demokratische Partei[8]), unterstützte im Herbst 2014 die EUD
- Estland: Igor Gräzin (MdEP, Estnische Reformpartei), Liikumine ei Euroopa liidule (Bewegung „Nein zur EU“)
- Estland: Jaan Kundla (Mitglied des Estnischen Reichstags)
- Frankreich: Debout la République (Hoch die Republik, inzwischen Debout la France, Nicolas Dupont-Aignan, Mitglied der Nationalversammlung), wechselte 2014 zur ADDE
- Italien: Partito Animalista Italiano (Italienische Tierschutzpartei); Euro Scettici (Euroskeptiker)
- Irland: Kathy Sinnott (parteilos, ehemals MdEP)
- Lettland: Eiroskeptiķi, Ricibas Partija (Partei der Aktion); Normunds Grostins und Karlis Serzants (beide Parlamentsmitglieder, LZP); Jaunie Demokrāti (Neue Demokratie)
- Malta: Sharon Ellul Bonici (ehemals MLP, wechselte zur EAF); EUD Malta
- Polen: Samoobrona (Selbstverteidigung, bis 2008)
- Rumänien: Partidul Initiativa Nationala (Partei Nationaler Initiative)
- Slowenien: EUD Slovenia; Gorazd Drevensek
- Ungarn: National Forum
- Vereinigtes Königreich: David Heathcoat-Amory (Conservative Party, damals Mitglied des britischen Unterhauses); Roger Helmer und Daniel Hannan (beide damals Conservative Party, fraktionslose MdEP, bis 2009)

## Parteinahe Stiftungen
Von 2008 bis 2010 war die Foundation for EU Democracy die Parteinahe Stiftung der EUD. Sie wurde 2011 von der Organisation for European Interstate Cooperation abgelöst. Diese stellte 2016 die Arbeit ein.